# 萌え萌え2次ラジオ2［chu〜♪］
萌え萌え2次ラジオ2[chu～♪](もえもえにじらじお ちゅー)は、2009年11月5日から2010年3月18日まで放送された、萌え萌え2次大戦(略)シリーズに関連したインターネットラジオ番組の第2弾である。前番組は萌え萌え2次ラジオ☆デラックス。

## パーソナリティ
- 成瀬未亜（隊長）（てんざん、シン役）
- Tempaly - 元見習いTai たいいん。当番組の第1弾がきっかけとなって結成。
  - 朝樹りさ（アシスト隊員1号）
  - 上田朱音（アシスト隊員2号）

## コーナー
この番組では各コーナーをミッションと呼んでいる。
- にゅーたい式

普通のお便りやゲストを紹介するコーナー。

## ゲスト（名誉隊員）
ゲストは、登場した順に「第～期名誉隊員」と呼ばれる。
- 第2期 - 寺門仁美（いちこさん役）（第1回、第2回）
- 第1期 - 小倉唯（ヴィルヘルム役）（第1回、第2回）

## イベント
- WEBラジオ第2期決定!　萌え萌え2次ラジオ2[chu～♪]公開録音イベント!（2009年10月17日）

放送第1回、第2回の収録を行った。